# Чемпионат мира по баскетболу 1950
Чемпионат мира по баскетболу 1950 — первый чемпионат мира по баскетболу среди мужчин. Проходил в городе Буэнос-Айрес (Аргентина) с 22 октября по 3 ноября 1950 года.

## История
Решение о проведении чемпионатов мира по баскетболу среди мужчин было принято на конгрессе FIBA во время Олимпиады 1948 года в Лондоне. Лишь через 2 года, выбрав страну, которой оказалась Аргентина, собрали 10 сборных команд, где страна-хозяин и заняла первое место.

## Команды
Участники чемпионата были определены Мировым Конгрессом ФИБА в 1948 году. В турнире должны были принять участие: страна-организатор (Аргентина), три медалиста Олимпиады-1948 (США, Франция и Бразилия), чемпион Европы 1949 года (Египет), две лучших сборных чемпионата Южной Америки 1949 года (Уругвай и Чили), две лучшие страны квалификационного европейского турнира, проведённого в январе 1950 года в Ницце (Италия и Испания) и одна команда по решению страны-организатора (Эквадор).
Италия отказалась от поездки в Аргентину по финансовым соображениям и была заменена Югославией, которая заняла третье место на квалификационном европейском турнире. Уругвай по политическим причинам не был допущен в страну организаторами, и его заменила сборная Перу. Одна из сильнейших на европейском континенте — сборная СССР — не была допущена к чемпионату, поскольку не принимала участия в чемпионате Европы 1949 года. Сборные Испании и Франции добирались до места проведения мирового первенства 36 часов и на церемонию открытия не успели.
В чемпионате приняли участие 10 команд. Первым чемпионом мира по баскетболу стала сборная Аргентины, одержавшая победу над олимпийским чемпионом 1948 года сборной США.

## Регламент турнира
Число участников было неудобным для проведения простой системы соревнований. Для определения шестёрки финалистов были проведены предварительные игры, которые в первый и последний раз прошли по олимпийской системе. В итоге образовались две группы. Одна — за 1–6 места, вторая — за 7–10 места.

## Отборочные игры

### 1-й раунд
| 22 октября 1950 |       |           |
| Перу            | 33-27 | Югославия |
| Египет          | 43-37 | Эквадор   |

### 2-й раунд
| 23 октября 1950 |       |          |
| США             | 37-33 | Чили     |
| Аргентина       | 56-40 | Франция  |
| 23 октября 1950 |       |          |
| Перу            | 33-40 | Бразилия |
| Египет          | 57-56 | Испания  |

## Дополнительные отборочные игры

### 1-й раунд
| 24 октября 1950 |       |           |
| Чили            | 40-24 | Югославия |
| Эквадор         | 43-48 | Франция   |

### 2-й раунд
| 25 октября 1950 |            |      |
| Испания         | 40-54      | Чили |
| Франция         | 49-46 (ОТ) | Перу |

## Игры за 7–10 места
| #  | Команда   | О | В | П | МЗ  | МП  | Разница мячей |
| -- | --------- | - | - | - | --- | --- | ------------- |
| 7  | Перу      | 6 | 3 | 0 | 140 | 123 | +17           |
| 8  | Эквадор   | 5 | 2 | 1 | 142 | 140 | +2            |
| 9  | Испания   | 4 | 1 | 2 | 89  | 97  | −8            |
| 10 | Югославия | 2 | 0 | 3 | 83  | 93  | −10           |

| 27 октября 1950 |              |           |
| Эквадор         | 45-40        | Югославия |
| Перу            | 43-37        | Испания   |
| 29 октября 1950 |              |           |
| Перу            | 46-43 (ОТ)   | Югославия |
| Эквадор         | 54-50        | Испания   |
| 30 октября 1950 |              |           |
| Испания         | 2-0 (неявка) | Югославия |
| Эквадор         | 43-51        | Перу      |

## Финальный раунд
| # | Команда   | О  | В | П | МЗ  | МП  | Разница мячей |
| - | --------- | -- | - | - | --- | --- | ------------- |
| 1 | Аргентина | 10 | 5 | 0 | 300 | 200 | +100          |
| 2 | США       | 9  | 4 | 1 | 221 | 200 | +21           |
| 3 | Чили      | 7  | 2 | 3 | 209 | 233 | −24           |
| 4 | Бразилия  | 7  | 2 | 3 | 214 | 182 | +32           |
| 5 | Египет    | 7  | 2 | 3 | 158 | 208 | −50           |
| 6 | Франция   | 5  | 0 | 5 | 173 | 252 | −79           |

| 27 октября 1950 |       |          |
| Франция         | 44-48 | Чили     |
| Египет          | 32-34 | США      |
| 29 октября 1950 |       |          |
| Египет          | 31-28 | Франция  |
| Аргентина       | 40-35 | Бразилия |
| 30 октября 1950 |       |          |
| Аргентина       | 62-41 | Чили     |
| Бразилия        | 42-45 | США      |
| 31 октября 1950 |       |          |
| Бразилия        | 38-19 | Египет   |
| Аргентина       | 66-41 | Франция  |
| 1 ноября 1950   |       |          |
| Чили            | 29-44 | США      |
| Аргентина       | 68-33 | Египет   |
| 2 ноября 1950   |       |          |
| Франция         | 33-48 | США      |
| Бразилия        | 40-51 | Чили     |
| 3 ноября 1950   |       |          |
| Чили            | 40-43 | Египет   |
| Бразилия        | 59-27 | Франция  |
| Аргентина       | 64-50 | США      |

## Итоговое положение
| Место | Команда   |
| 1     | Аргентина |
| 2     | США       |
| 3     | Чили      |
| 4     | Бразилия  |
| 5     | Египет    |
| 6     | Франция   |
| 7     | Перу      |
| 8     | Эквадор   |
| 9     | Испания   |
| 10    | Югославия |
| ----- | --------- |

## Символическая сборная турнира
- Оскар Фурлонг
- Джон Станич
- Руфино Бернедо
- Альваро Сальвадорес
- Рикардо Гонсалес

## Интересные факты
- Средний рост победителей ЧМ — сборной Аргентины — 184 см[3]
- Многие из участников 1-го ЧМ в итоге стали баскетбольными функционерами:
  - Борислав Станкович (Югославия) — генеральный секретарь ФИБА;
  - Раймундо Сапорта (менеджер в сборной Испании) — член европейского отдела ФИБА и одной из движущих сил в создании европейских клубных соревнований;
  - Абдул Эль Азим Ашри (судья, Египет) — генеральный секретарь ФИБА Африки и член центрального отдела федерации;
  - Ансельмо Лопес (тренер сборной Испании) — в 1968 году создаст комиссию по мини-баскетболу и станет её первым президентом;
  - Робер Буснель (тренер сборной Франции) — член технической комиссии, президент ФИБА (с 1984 по 1990 год);
  - Небойша Попович (Югославия) — генеральный секретарь югославского олимпийского комитета;
  - Эдуардо Айральди Риварола (судья, Перу) — член центрального отдела и генеральный секретарь ФИБА.[3]